# Se questo è un uomo
Se Questo è un Uomo (AFI: [se ˈkwɛsto ˈɛ un ˈwɔːmo] Brasil: É Isto um Homem? / Portugal: Se Isto é um Homem) é um livro do escritor italiano Primo Levi. Descreve suas experiências no campo de concentração de Auschwitz, durante a Segunda Guerra Mundial.
Se isto é um homem foi rejeitado pela Einaudi, a mais importante casa editora da cidade natal de Levi, Turim. Um pequeno editor publicou o livro em novembro de 1947. Somente 1500 exemplares foram vendidos. Levi teve que esperar até 1958 para que a casa Einaudi o publicasse, numa apresentação revisada, que resultou em tradução para o inglês, em 1959, e, posteriormente, para muitas outras línguas, inclusive para o catalão, e sua aceitação como um clássico.

## Sinopse
Se Isto É um Homem conta a história de Primo Levi, cidadão italiano judeu, licenciado em química, que é levado para Auschwitz. Tudo lhe é retirado, tornando-se mais um anônimo prisioneiro do campo de concentração nazista, inclusive o próprio nome é substituído por um número, colocando em causa a própria noção de identidade.
Em Auschwitz, leva uma existência de problemas: a dor excruciante da fome, da sede e o árduo trabalho no "Lager", que leva ao esgotamento total da força e vontade humanas. Apesar da rotina difícil de ultrapassar, Levi aprende que a sobrevivência - pela astúcia e organização - é possível, mesmo que privados de qualquer direito moral.
Através de uma descrição objectiva do dia-a-dia de um prisioneiro de Auschwitz, Primo Levi enaltece a força humana e a capacidade de resistência acima de qualquer dor física ou moral, mesmo quando a própria dignidade é posta em causa.
1. ↑  Deutsche Welle, 31/7/2019. Primo Levi, os 100 anos de uma testemunha do Holocausto
2. ↑  Felipe, Cleber Vinicius do Amaral (agosto de 2022). «Primo Levi e os limites da representação». Topoi (Rio de Janeiro) (50): 372–392. ISSN 2237-101X. doi:10.1590/2237-101x02305002. Consultado em 17 de novembro de 2023